# Enrile
Enrile (Bayan ng Enrile) är en kommun i Filippinerna. Kommunen ligger på ön Luzon, och tillhör provinsen Cagayan. Folkmängden uppgick 2012 till 29 062 invånare.

## Barangayer
Enrile delas in i 22 barangayer.
| - Alibago (Villa Maria) - Barangay I (Pob.) - Barangay II (Pob.) - Barangay III (San Roque) - Divisoria - Inga - Lanna - Lemu Norte - Liwan Norte - Liwan Sur - Maddarulug Norte | - Magalalag East - Maracuru - Barangay IV (Pob.) - Roma Norte - Barangay III-A - Batu - Lemu Sur - Maddarulug Sur - Magalalag West (San Nicolas) - Roma Sur - San Antonio |